# Iveco Eurocargo
Iveco Eurocargo – to typoszereg samochodów ciężarowych o dopuszczalnej masie całkowitej (DMC) od 6 do 19 ton, a jako ciągniki siodłowe od 26 do 32,5 ton, produkowany przez koncern Iveco od 1991 roku. Jest produkowany we Włoszech, Brazylii i Argentynie, a montowany m.in. w Wenezueli. Powstawał również w Wielkiej Brytanii i Hiszpanii. Od 2008 roku produkowana jest kolejna generacja. W początkowym okresie produkcji typoszereg nosił nazwę Iveco EuroCargo. Na bazie specjalnie skonstruowanych podwozi Eurocargo, zwanych Euromidi, powstają autobusy firmy Irisbus (wcześniej również pod marką Iveco) i innych firm specjalizujących się w budowie nadwozi autobusowych.
W 2008 r. Wojsko Polskie zakupiło 646 samochodów ogólnego przeznaczenia średniej ładowności IVECO Eurocargo ML160 z dostawą do 2012.
Podwozie Eurocargo służy również do zabudowy opancerzonego pojazdu minoodpornego AMZ-Kutno Żubr AMZ Żubr używanego przez Wojsko Polskie.

## Iveco EuroCargo (1991-2002)

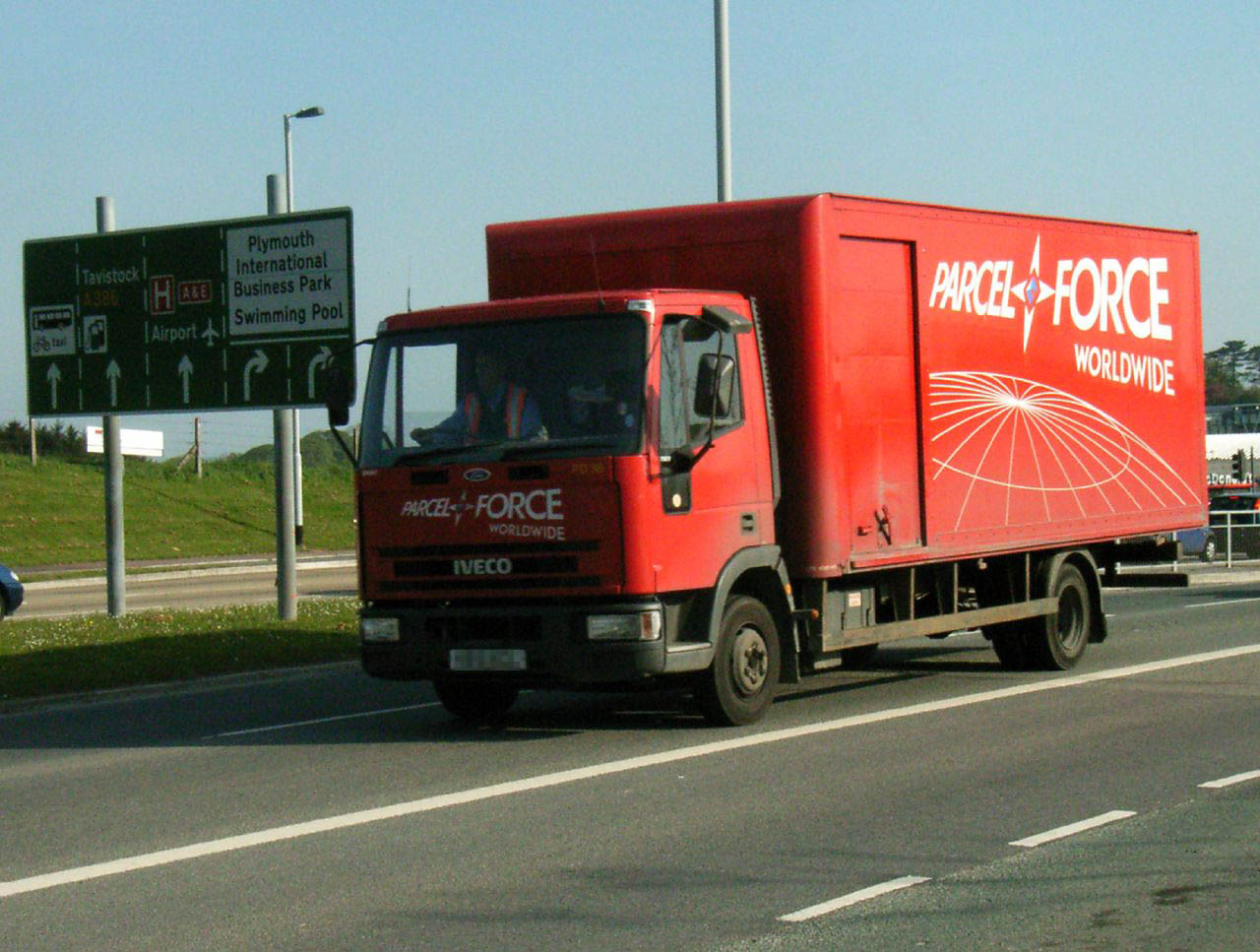
Iveco Ford EuroCargo w Wielkiej Brytanii

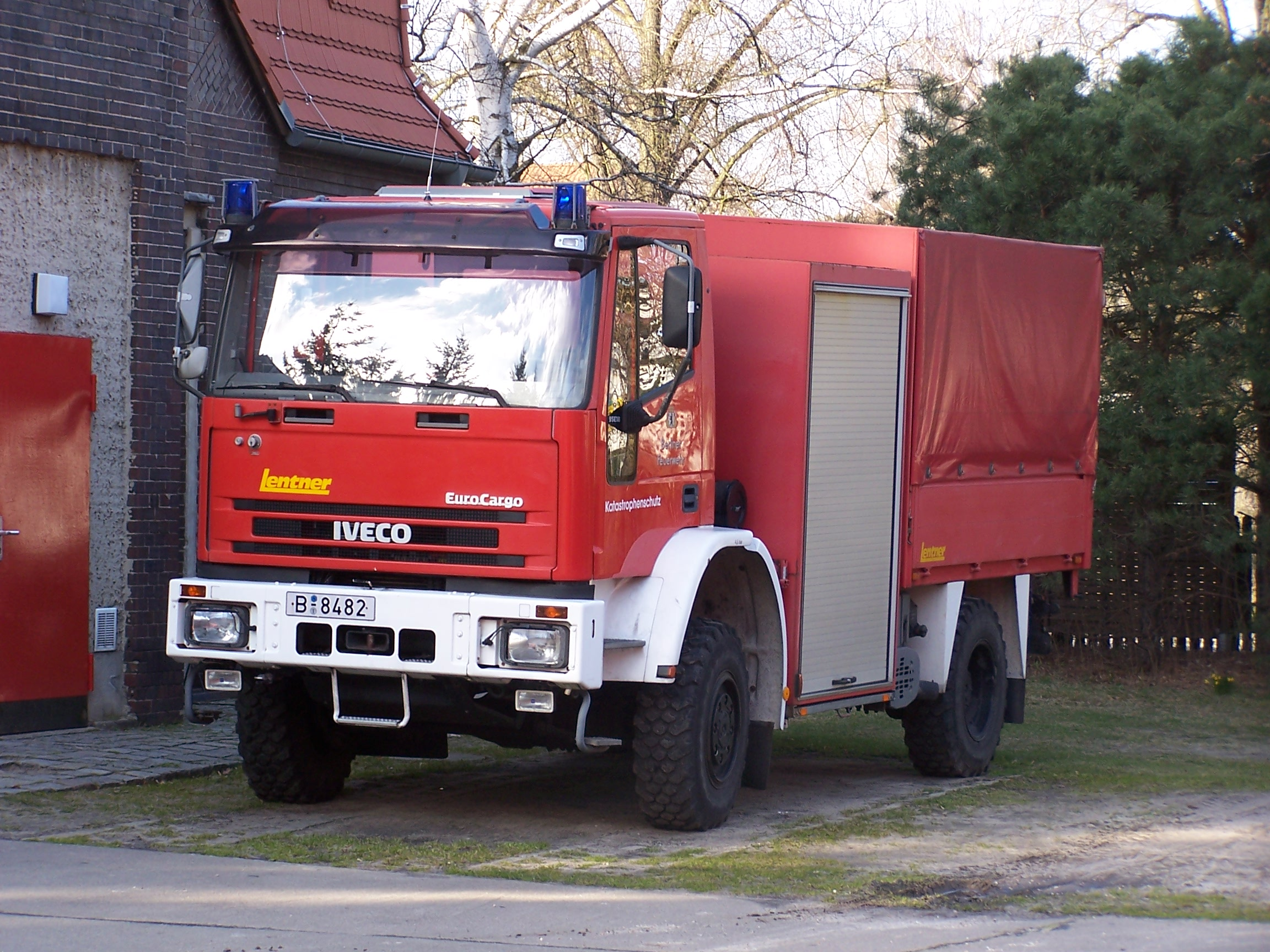
Iveco EuroCargo jako wóz strażacki

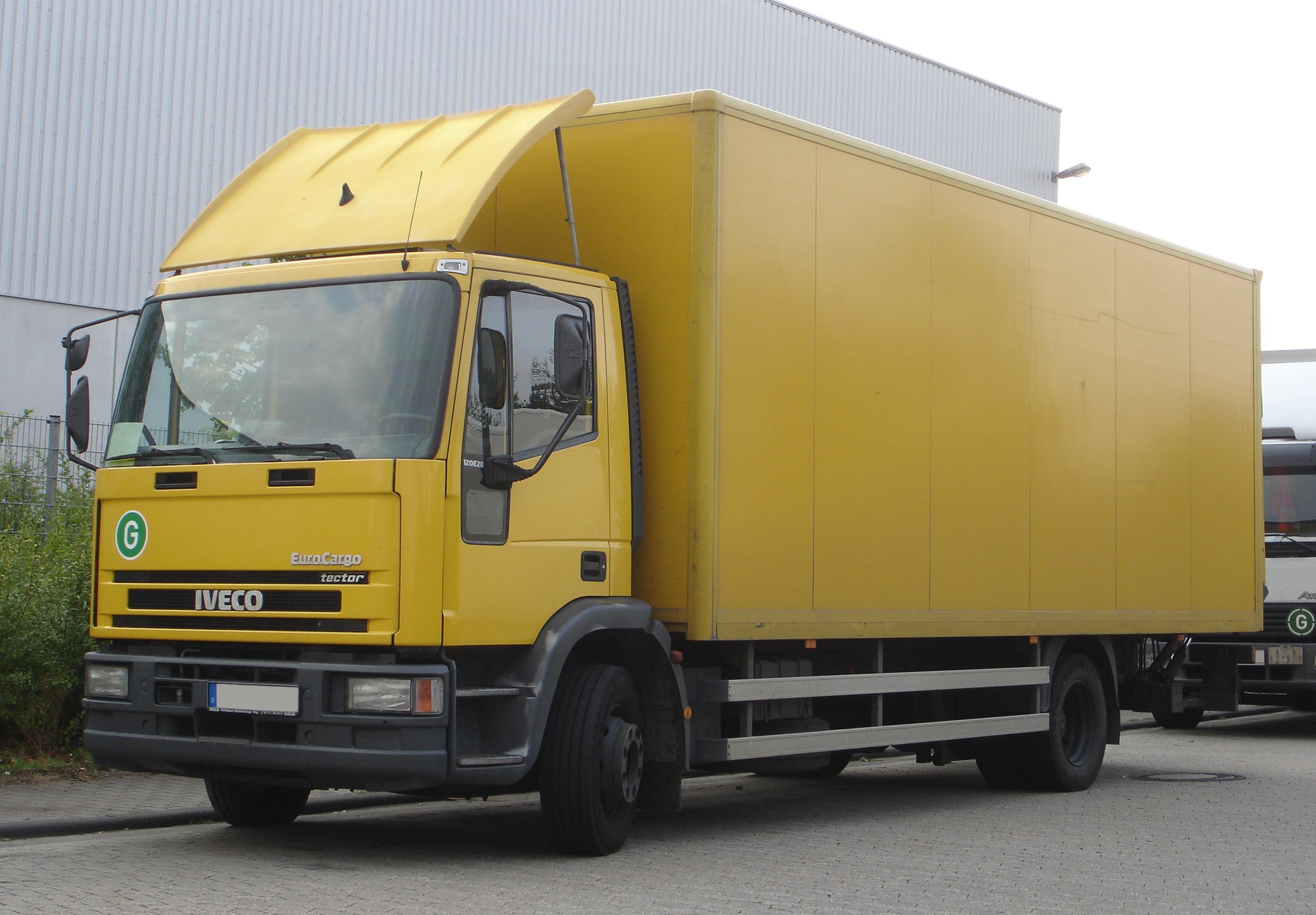
Iveco EuroCargo Tector 120E28 po modernizacji z 2000 roku

Projektując nowy typoszereg założono, że powinien on obejmować modele jak najlepiej dostosowane do potrzeb odbiorców. Dlatego zdecydowano się na konstrukcję modułową z bardzo dużą liczbą dostępnych wersji i odmian. Rodzina pojazdów „Iveco EuroCargo” pierwszej generacji była stylizowana przez Giorgetto Giugiaro z firmy Italdesign. Była ona następcą dwóch typoszeregów: Iveco Zeta/TurboZeta (1977–1991) o DMC 6-12 ton, oraz Iveco Ford Cargo (1982–1991, w Iveco od 1986 roku) o DMC 6-24 ton. Być może również typoszeregu Iveco Magirus MK o DMC 7,5-13 ton. Początkowo był produkowany w dawnym zakładzie firmy OM w Brescii we Włoszech, w Barcelonie-Mataro w Hiszpanii przez IVECO-Pegaso (przez kilka lat) oraz w Langley w Wielkiej Brytanii. Zakład w Langley, przejęty od Forda wraz z odkupieniem „Ford Truck UK”, zamknięto w październiku 1997 roku, tym samym zakończono tam produkcję „Iveco EuroCargo”, sięgającą wcześniej do około 10 tys. sztuk rocznie. Całkowity poziom produkcji tej generacji wahał się w przedziale około 15–25 tys. sztuk rocznie. Zapewniło to udział rynkowy w kategorii 6-16 ton w Europie Zachodniej na poziomie około 20–30%. Maksymalny udział rynkowy (30%) osiągnięto w 2001 roku, po wprowadzeniu do sprzedaży rodziny silników Iveco Tector.
Ciężarówki rodziny EuroCargo zdobyły międzynarodowy tytuł Samochodu Ciężarowego Roku – „Truck of the Year” za 1992 rok.
Pierwsza generacja obejmowała początkowo aż 218 modeli bazowych i 4462 możliwych wariantów. Później ich liczba została jeszcze zwiększona. Dopuszczalna masa całkowita wynosiła 6-15 ton, zaś dla modeli z Langley sięgała do 17 ton. Były to modele z napędem 4x2 oraz 4x4 (o DMC 10 i 14 ton). Stosowano trzy podstawowe typy silników Iveco o 7 zakresach mocy: 8040 (R4, 3,9 dm³, 85-100 kW, 114-134 KM), 8060 (R6, 5,8 dm³, 105-130 kW, 141-175 KM), 8360 (R6, 7,7 dm³, 152-167-196 kW, 203-224-262 KM). Stosowano również 3 bądź 4 typy kabin: standardowa dzienna (długość 1535 mm), wydłużona sypialna (2115 mm), podwyższona sypialna (1535 mm) oraz być może przedłużona załogowa; 5 skrzyń biegów, 8, a następnie 11 rozstawów osi, 9 przełożeń mostu napędowego. Wersje o DMC 6-10 ton wyposażano w hamulce tarczowe przy wszystkich kołach, sterowane hydraulicznie, ze wspomaganiem. Cięższe modele posiadały z tyłu hamulce bębnowe. Stosowano 4 rodzaje zawieszenia: resory piórowe paraboliczne, resory piórowe półeliptyczne (do prac przy dużym obciążeniu w terenie), resory paraboliczne z przodu oraz miechy pneumatyczne z tyłu (w lżejszych modelach), zawieszenie pneumatyczne (dla dystrybucji miejskiej).
W październiku 1997 roku dokonano modernizacji typoszeregu (oznaczanej MY97, czyli Model Year 1997), która objęła głównie kabiny i układ hamulcowy. Jednocześnie zakończono produkcję w Langley, zamykając tamtejszy zakład. Produkcję skoncentrowano w Brescii. Modele EuroCargo były w drugiej połowie lat 90. (prawdopodobnie w latach 1995–2000) montowane w standardzie SKD w Poznaniu przez firmę „Servipol” z grupy PEKAES. Podwozia autobusowe Euromidi, produkowane w zakładzie w Barcelonie-Mataro, jako odmiany podwozi Eurocargo były dostosowane do DMC 8-10 oraz 15 i 17 ton. Ładowność podwozia wynosiła od 3100 kg do 12800 kg.
Modele Eurocargo były montowane/produkowane w Argentynie co najmniej od 1996 roku. Od października 1994 roku były również montowane w zakładzie Iveco w Wenezueli.
Głównymi konkurentami Iveco Eurocargo od początku były ciężarówki marki Mercedes-Benz. Początkowo były to modele serii LK i MK. Od 1998 roku jest to rodzina Mercedes-Benz Atego.

## Iveco Eurocargo (2002-2008)

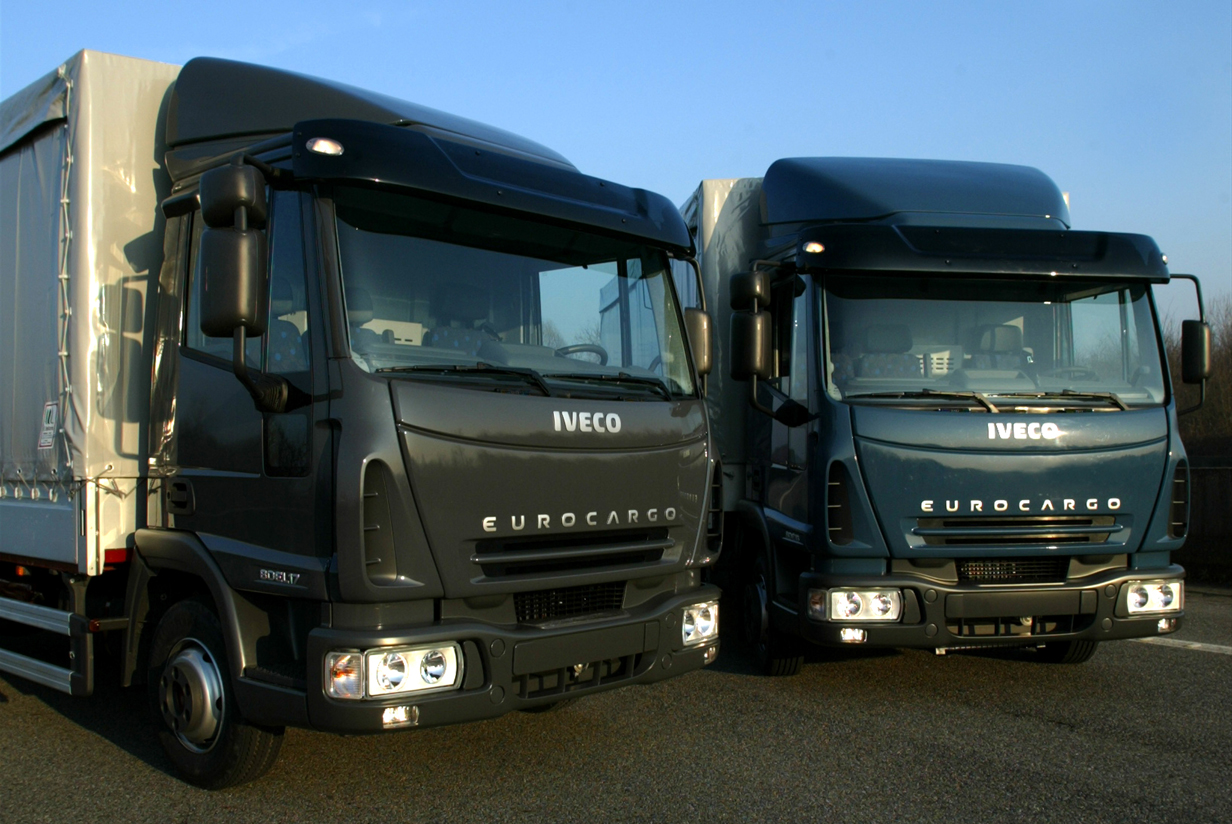
Iveco Eurocargo drugiej generacji w 2002 roku

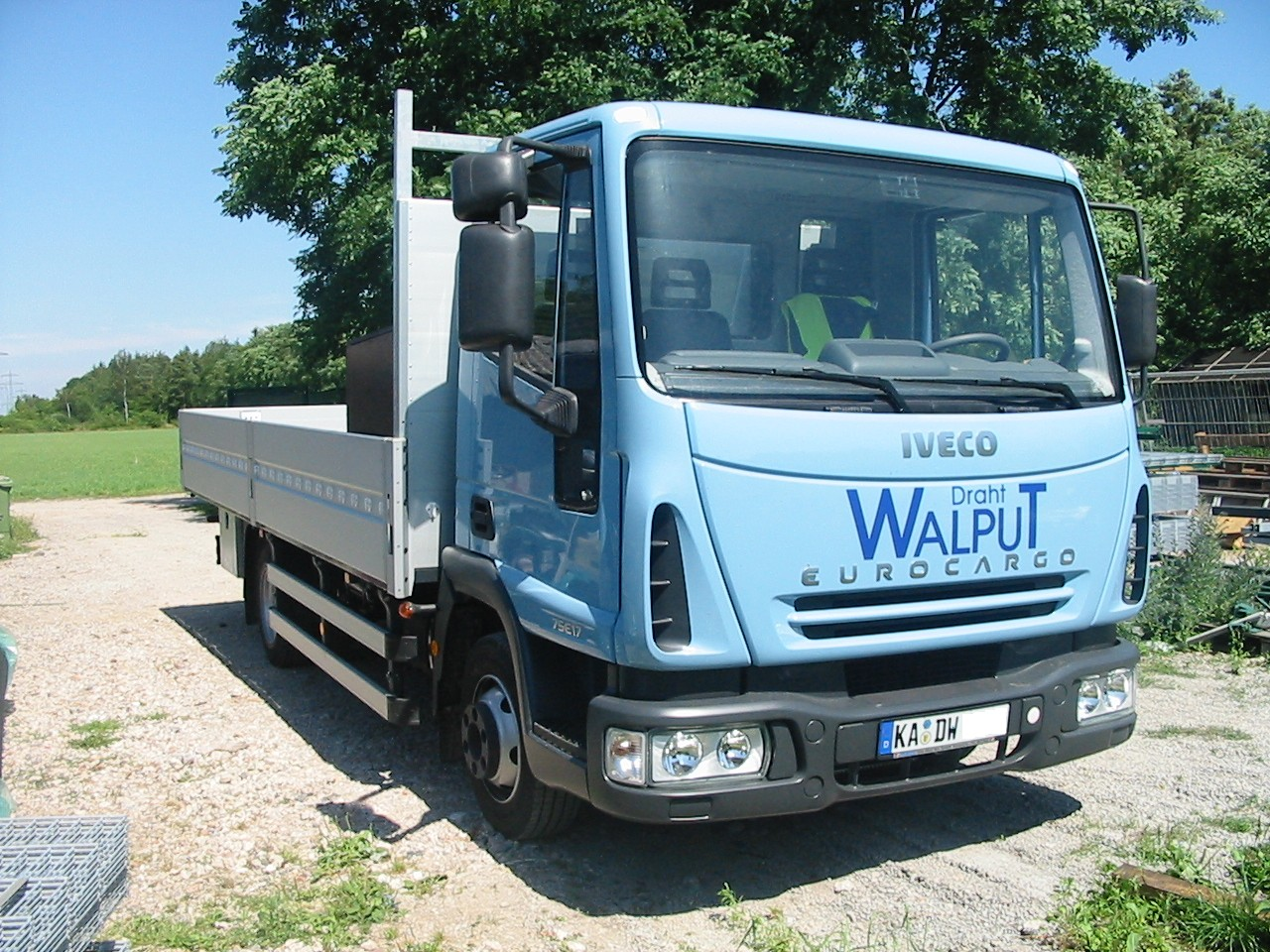
Iveco Eurocargo 75E17 ze skrzynią ładunkową w 2006 roku

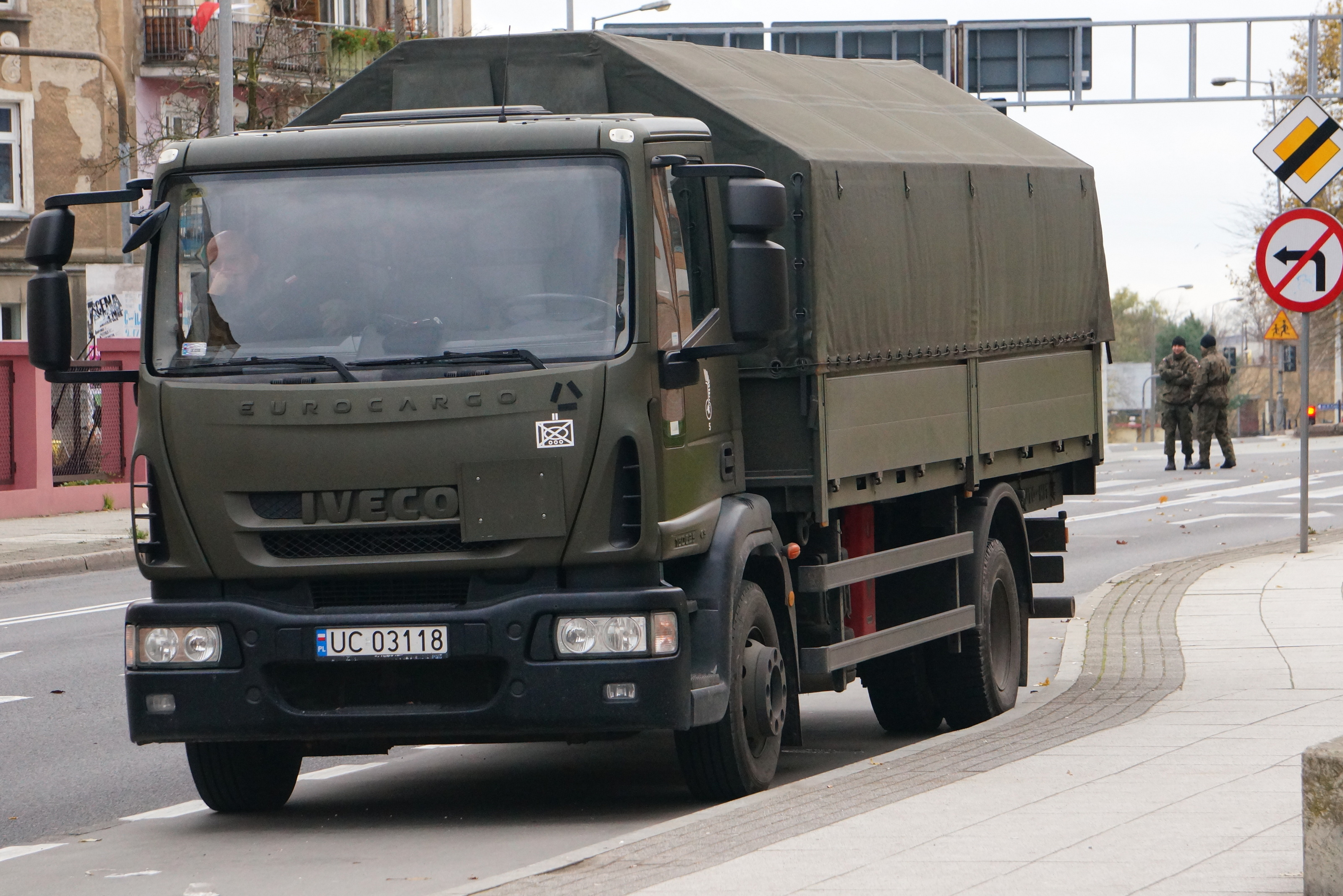
Iveco Eurocargo 160E25 Sił Zbrojnych RP

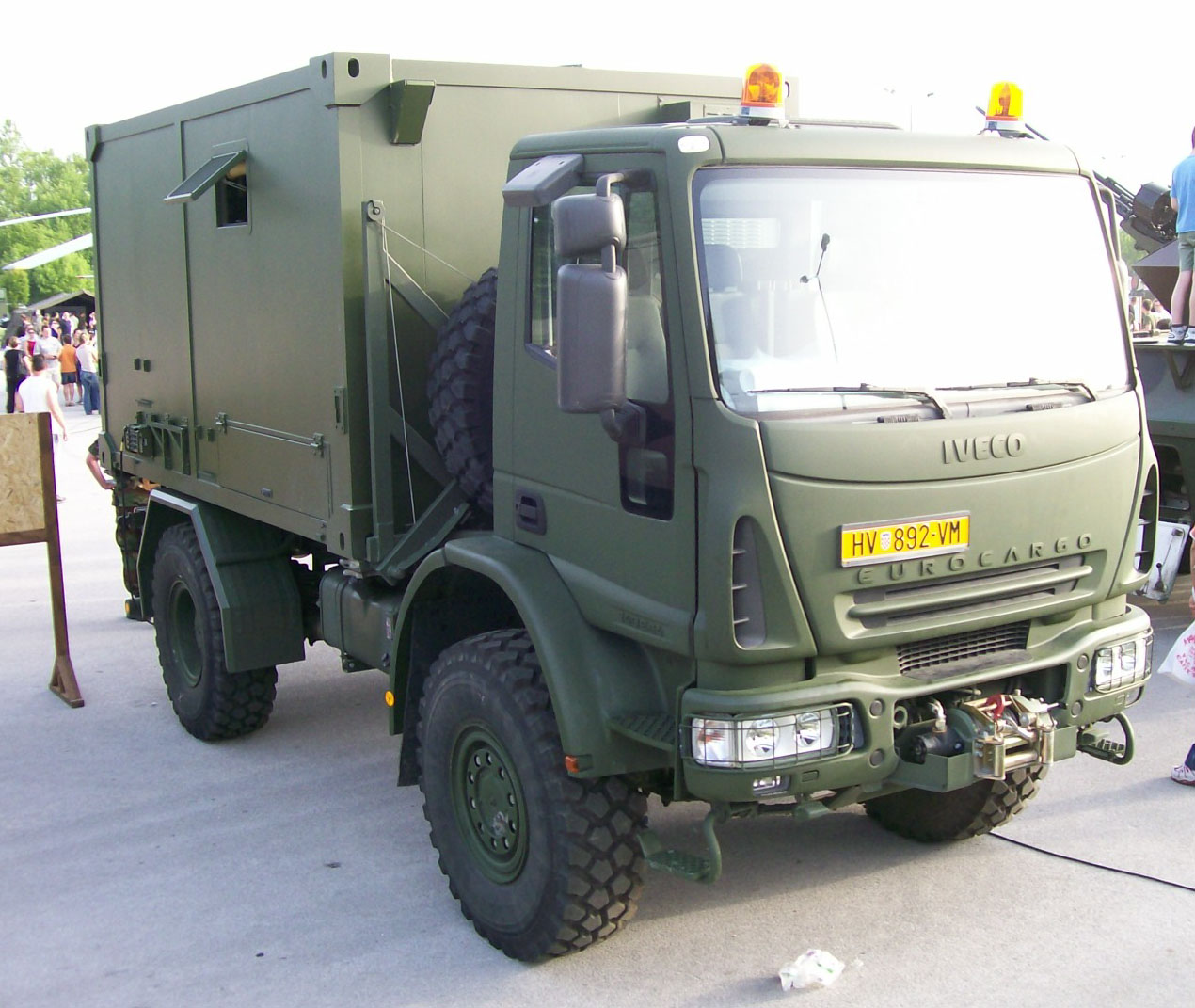
Iveco Eurocargo drugiej generacji w Armii Chorwackiej

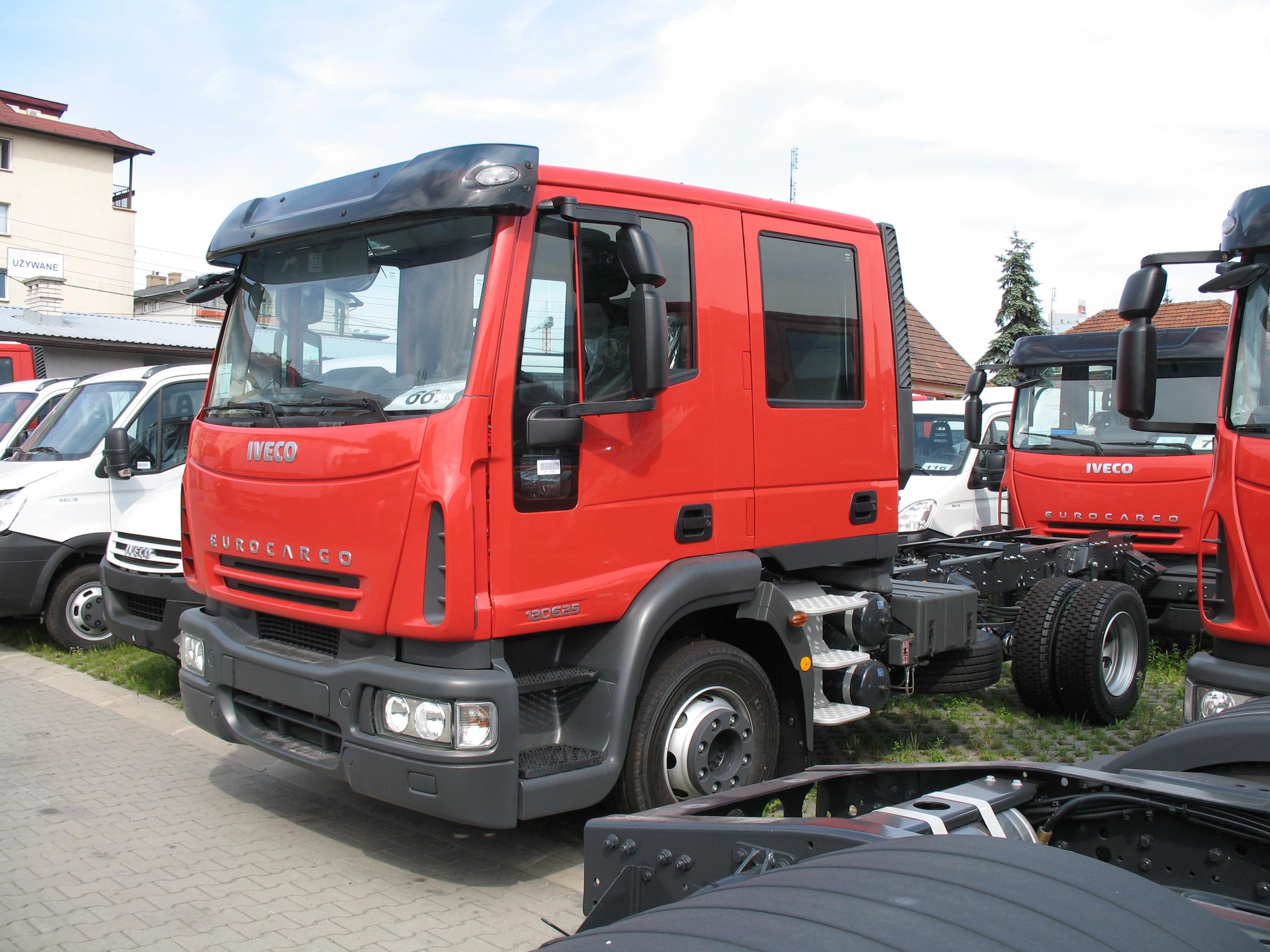
Podwozie Iveco Eurocargo 120E25 z podwójną kabiną z 2008 roku

Typoszereg drugiej generacji, zwany modelem roku 2003 (MY 2003), był stylizowany przez firmę Bertone. Produkowany był bądź jest w Brescii we Włoszech, w Sete Lagoas w Brazylii (od stycznia 2005 r.), w Argentynie, a montowany w Wenezueli.
Druga generacja obejmowała zwiększoną w stosunku do poprzednika liczbę około 300 modeli bazowych i zmniejszoną do ponad 3000 możliwych wariantów. Dopuszczalna masa całkowita sięgała od 6 do 18 ton. Były to modele z napędem 4x2 oraz 4x4 (o DMC 10 i 14 ton). Stosowano silniki Iveco Tector o kilku zakresach mocy maksymalnej, obejmujące m.in.: R4, 3,9 dm³, 95-125 kW (129-170 KM); R6, 5,8 dm³, 134-202 kW (182-275 KM). Stosowano 4 typy kabin: standardowa dzienna (MLC), wydłużona sypialna (MLL, z jedną lub dwoma leżankami), podwyższona sypialna oraz przedłużona załogowa (MLD, dla modeli od 7,5 t do 15 t) dla kierowcy i sześciu pasażerów; 5 skrzyń biegów, 11 rozstawów osi, 9 przełożeń mostu napędowego. Wersje o DMC 6-10 ton wyposażono w hamulce tarczowe przy wszystkich kołach, sterowane hydraulicznie, ze wspomaganiem. Cięższe modele posiadają z tyłu hamulce bębnowe. Stosowano 4 rodzaje zawieszenia: resory piórowe paraboliczne, resory piórowe półeliptyczne (do prac przy dużym obciążeniu w terenie), resory paraboliczne z przodu oraz miechy pneumatyczne z tyłu, zawieszenie pneumatyczne. W 2004 roku dokonano modernizacji typoszeregu. Kolejna modernizacja w 2006 roku była związana z dostosowaniem silników Tector 4 i 6 do wymagań norm emisji spalin Euro 4 i Euro 5 (za pomocą selektywnej redukcji katalitycznej SCR). Przy okazji zwiększono ich moc maksymalną o około 10-20 KM. Silniki Tector 4 mają pojemność 3,92 dm³, a ich moc maksymalna sięga 140, 160, bądź 182 KM. Silniki Tector 6 mają pojemność 5,88 dm³, a ich moc maksymalna sięga 217, 251, 279, bądź 299 KM. Słabsze silniki o mocy maksymalnej do około 180 KM współpracują z ręcznymi skrzyniami biegów o 5 lub 6 przełożeniach. Mocniejsze ze skrzyniami o 6 lub 9 biegach. Dodatkowo istniała opcja w postaci automatycznej skrzyni Allison 3000 o 5 biegach.
Cięższe modele o DMC począwszy od 12 ton mają wyżej posadowioną kabinę i rozbudowany zderzak. Modele 4x2 mają DMC 6, 7, 7.5, 8, 9, 12, 13.5, 15, 18 ton. Modele 4x4 mają DMC 10 i 14 ton, są wyposażane jedynie w paraboliczne resory piórowe.
Podwozia autobusowe Euromidi, produkowane są w zakładzie w Barcelonie-Mataro, jako odmiany podwozi Eurocargo, są dostosowane do DMC 8-10 oraz 15 i 17 ton.
Stosowano głównie skrzynie biegów firmy Iveco, opcjonalnie firm ZF lub Allison: ZF 5S42 (5 biegów), opcja Iveco 2855B.6 (6 biegów), w modelach 10E, 12E – Iveco 2865B.6 (6 biegów), opcja Iveco 2870B.9 (9 biegów); w modelach 12E – FSO-5206.B (6 biegowa), opcja Iveco 2895B.9 (9 biegów), lub automatyczna Allison 3000 (5 biegów); w modelach 15E – Iveco 2865B.6, Iveco 2870B.9, FSO-5206.B (6 biegowa), Iveco 2895B.9, automatyczna Allison 3000 (5 biegów); w modelach 16E – Iveco 2865B.6, Iveco 2870B.9, 16E30 – FS 8309 A.
Eurocargo drugiej generacji występuje w wersjach o masach całkowitych od 6 do 18 ton (4x2) lub 26 ton (6x4). Przykładowo, przy konfiguracji 4x2 do wyboru dostaje się rozstawy osi od 2700 do 6570 mm (zależy od masy całkowitej pojazdu) oraz, w zależności od potrzeb i dostępnych kombinacji, może być wyposażony w zawieszenie w pełni mechaniczne, mieszane (przód – mechaniczne, tył – powietrzne) lub w pełni powietrzne. Wśród modeli 4x4 jako pierwsze wprowadzono do sprzedaży lżejsze typy, cięższe pojawiły się rok później.
| Modele           | Szerokość (mm) | Cecha (w mm) | 1    | 2    | 3    | 4    | 5    | 6    | 7    | 8    | 9     | 10   | 11    |
| ---------------- | -------------- | ------------ | ---- | ---- | ---- | ---- | ---- | ---- | ---- | ---- | ----- | ---- | ----- |
|                  |                | Rozstaw osi  | 3105 | 3330 | 3690 | 4185 | 4455 | 4590 | 4815 | 5175 | 5670  | 6210 | 6570  |
| 60E – 75E        | 2170           | Długość      | 5780 | 6522 | 6882 | 7692 | 8097 | –    | 8682 | –    | –     | –    | –     |
| 80E – 100E       | 2200           | Długość      | 5923 | 6665 | 7025 | 7835 | 8240 | –    | 8825 | –    | –     | –    | –     |
| 120E, 150E, 160E | 2420           | Długość      | 5780 | –    | 6792 | 7602 | 8007 | –    | 8637 | 9222 | 10032 | –    | 11537 |
| 180E             | 2470           | Długość      | –    | –    | 6269 | 6944 | –    | 7686 | 8114 | 8744 | 9351  | –    | 10791 |

Podana w tabeli szerokość pojazdu nie uwzględnia wymiarów lusterek i kierunkowskazów bocznych.
W 2006 roku zawarto umowę na wprowadzenie do produkcji wszystkich podstawowych typoszeregów Iveco, w tym Eurocargo, w spółce w Chinach.

## Iveco Eurocargo All Blacks (od 2008)
W połowie 2008 roku dokonano modernizacji Eurocargo. Główne zmiany są widoczne w konstrukcji i stylizacji kabiny kierowcy. Zastąpiono również własne skrzynie biegów modelami pochodzącymi z niemieckiej firmy ZF o podobnej liczbie biegów (5, 6, 9). 6-biegowe wersje skrzyni firmy ZF dostępne są także w wersji Eurotronic z możliwością automatycznej bądź manualnej (sekwencyjnej) zmiany biegów. Modele o DMC powyżej 7,5 ton można opcjonalnie wyposażyć w 5-biegową automatyczną przekładnię Allison 3000. Zachowano dotychczasowe rozstawy osi. Samochody po modernizacji (MY 2008) są wykonywane w wersjach promowanych jako All Blacks. Charakteryzuje je czarny lakier i inne elementy w tym kolorze. Wersje w innych kolorach są często ozdabiane, na zewnątrz pojazdów i wewnątrz kabiny, grafikami nawiązującymi do wzorów sztuki maoryskiej. Pojazdy w wersjach wytwarzanych od 2008 roku są prawdopodobnie jedynie modernizacją drugiej generacji Eurocargo. Zmodernizowany typoszereg łatwo poznać po nazwie modelu umieszczonej w pasie podokiennym oraz nazwie firmy na osłonie chłodnicy. Wcześniej obie nazwy były umieszczone w odwrotnym układzie.
Eurocargo jest produkowane jako podwozie z kabiną do zabudowy. Podwozie może być fabrycznie dostosowane do ciągnięcia przyczepy bądź pod zabudowę typu wywrotka. Modele z napędem 4x4 mają DMC 11,5 bądź 15,0 ton i kabiny typu MLC bądź MLL. Stosowane są silniki z rodziny Tector, produkowane przez Fiat Powertrain Technologies (FPT). Silniki 4-cylindrowe o pojemności skokowej 3,9 dm³ mają moce maksymalne z zakresu 140 do 182 KM. Silniki 6-cylindrowe o pojemności 5,9 dm³ mają moc maksymalną od 217 do 299 KM. Wszystkie one spełniają wymagania normy Euro 5, z zastosowaniem układu SCR i wtrysku płynu AdBlue.
Samochód ten zajął drugie miejsce w konkursie o tytuł Samochód Ciężarowy Roku 2009.

## Oznaczenia typów
Oznaczenie (kod identyfikacyjny) modeli, oprócz typu kabiny, składa się z kilku liter i cyfr oznaczających:
- 2-3 cyfry – liczba oznaczająca dopuszczalną masę całkowitą (DMC) w tonach razy 10, np. 6,0 ton to symbol 60, 7,5 tony to 75 itd.,
- E – litera oznaczająca prawdopodobnie samochód ciężarowy średniej klasy, EL – to samochód ciężarowy z obniżonym podwoziem,
- 2 cyfry – liczba oznaczająca moc maksymalną wyrażoną w KM, zaokrągloną do pełnych dziesiątek, podzieloną przez 10,
- W – litera oznaczająca napęd na wszystkie koła.

Przykładowe oznaczenie: 120E28 – ciężarówka klasy średniej o DMC 12,0 ton, o mocy maksymalnej około 280 KM.